# CA Villa Dora
CA Villa Dora är en volleybollklubb från Santa Fé, Argentina. Laget har blivit argentinska mästare en gång (2015-2016). Internationellt har de en tredjeplats (2016) och en fjärdeplats (2015) i Campeonato Sudamericano de Clubes de Voleibol Femenino.